# Suberites aurantiacus
Suberites aurantiacus är en svampdjursart som först beskrevs av Duchassaing och Giovanni Michelotti 1864.  Suberites aurantiacus ingår i släktet Suberites och familjen Suberitidae. Inga underarter finns listade i Catalogue of Life.